# Sven-Bertil Krebs
Sven-Bertil Krebs, född 13 juni 1923 i Stockholm, död där 8 november 2000, var en svensk arkitekt.
Krebs, som var son till tandläkare Walter Krebs och tandläkare Greta Linderoth, avlade studentexamen vid Södra Latin 1942 och utexaminerades från Kungliga Tekniska högskolan 1955. Han var anställd hos arkitekterna Gustaf Birch-Lindgren och Rudolf Holmgren i Stockholm 1957–1963, bedrev egen arkitektverksamhet 1964–1965, var delägare i Birchlindgren Arkitekter AB 1966–1980, anställd av Birchlindgren Contekton Arkitekter AB 1981–1984, anställd på Sven Danielson Arkitektkontor AB 1985–1992 och bedrev egen arkitektverksamhet från 1993. Han blev kapten i ingenjörstruppernas reserv 1962.
Krebs ansvarade för en rad sjukhus, bland annat i Härnösand och Sandviken samt i Stockholm för Serafimerlasarettets och Sophiahemmets modernisering. Senare deltog han främst i, av Uniconsult ledda, universitetssjukhusprojekt i Libyen, Algeriet och Irak, men också i mindre projekt i Tanzania och Zambia samt ett barnsjukhus i Vietnam.